# Crocodylus novaeguineae
Il coccodrillo della Nuova Guinea (Crocodylus novaeguineae Schmidt, 1928) è una piccola specie di coccodrillo diffusa unicamente sull'isola da cui prende il nome.

## Descrizione
I maschi di questa specie raggiungono i 3.5 m di lunghezza, mentre le femmine, più piccole, non superano i 2.7. Il corpo è di un colore uniforme bruno-verdastro, ma sulla coda sono presenti delle strisce marrone scuro o nere. Il muso è appuntito e piuttosto stretto, soprattutto negli esemplari più giovani, ma si allarga un po' di più con l'età. Nell'aspetto fisico somiglia moltissimo al coccodrillo siamese (C. siamensis) e al coccodrillo delle Filippine (C. mindorensis). Quest'ultima specie in particolare è così simile al coccodrillo della Nuova Guinea che fino a poco tempo fa era considerata una sua sottospecie (C. novaeguineae mindorensis).

## Distribuzione
Animale soprattutto notturno, il coccodrillo della Nuova Guinea vive in gran numero nelle paludi d'acqua dolce e nei laghi dell'isola, in special modo nelle regioni dell'interno. Sebbene possa vivere anche in acque salate, è raro trovare un esemplare in acque costiere, soprattutto in presenza dell'altra specie di coccodrillo dell'isola, il coccodrillo marino (C. porosus), che compete con esso per le risorse alimentari. In Nuova Guinea sono presenti due popolazioni distinte di C. novaeguineae, separate l'una dall'altra da una catena montuosa; una serie di analisi del DNA hanno dimostrato che tali popolazioni sono geneticamente separate tra loro.